# Eduard Jan Brynych
Eduard Jan Brynych, czes. Edvard Jan Nepomucký Brynych, (ur. 4 maja 1846 r. Vlásenicach; zm. 20 listopada 1902 r. w Hradcu Králové) – czeski duchowny rzymskokatolicki, teolog, 19. biskup ordynariusz hradecki od 1892 roku.

## Życiorys
Urodził się w 1846 roku we wsi Vlásenice w południowych Czechach. W wieku 22 lat po ukończeniu studiów teologicznych przyjął 23 lipca 1868 roku święcenia kapłańskie. Następnie podjął pracę duszpasterską na terenie parafii w Žlunicach i Hradca Kralove. Wykładał także teologię w miejscowym seminarium duchownym. W 1888 roku otrzymał godność kanonika wyszehradzkiego. W 1891 roku wybrano go na funkcję prezesa Stowarzyszenia Katolickich Podróżników w Archidiecezji Praskiej.
Po śmierci bpa Josefa Jana Haisa cesarz Franciszek Józef I Habsburg mianował go 21 grudnia 1892 roku nowym biskupem ordynariuszem opróżnionej diecezji hradeckiej. Zatwierdzenie papieża Leona XIII na ten urząd uzyskał 19 stycznia 1893 roku. Święcenia biskupie otrzymał 23 marca tego samego roku w katedrze Ducha Świętego w Hradcu Kralove.
Bezpośrednio po wstąpieniu na urząd biskupi musiał zająć się sprawą rzekomych objawień maryjnych na terenie swojej diecezji, które miały miejsce w sierpniu 1892 roku we wsi Suchý Důl (pol. „Suche Doły”) koło Náchodu. 14-letnia wówczas Kristina Ringlová napotkała panią w ciemnej sukni, która pozdrowiła ją. Przerażone dziewczę uciekło, ale dwa tygodnie później ponownie w tym samym miejscu spotkała tajemniczą postać. Podczas kolejnych widzeń Kristina dowiedziała się, że pani w sukni chce być chwalona śpiewem i odmawianiem różańca. W ciągu dwóch kolejnych lat młoda dziewczyna miała 23 objawienia, które stały się bardzo popularne wśród mieszkańców okolic. Pielgrzymi przybywali setkami i tysiącami, dziennie potrafiło do lasu nad Suchymi Dołami przybywać nawet 10-15 tysięcy pątników, obserwując widzącą. Objawienia nie zostały uznane przez bpa Brynycha, który nie zezwolił na modlitwy w tym miejscu. Mimo powyższego w 1893 roku powstała tam droga krzyżowa i most przy źródle, postawiono także figurę Maryi, a w 1897 roku powyżej powstała kaplica.
W czasie swoich rządów w diecezji w 1897 roku zwołał synod diecezjalny oraz w tym samym roku utworzył szkołę „Adalbertinum”. Wspierał aktywnie sportowców zrzeszonych w organizacji Orel (pol. „Orzeł”). Pod koniec XIX wieku zaostrzeniu uległy także relacje między społecznością czeską, a niemiecką zamieszkującą kraje Królestwa Czeskiego związany z rozwojem nacjonalizmu. Szczególnie konflikt ten widoczny był na pograniczu czesko-niemieckim w Sudetach. Prowadząc dalej politykę swojego poprzednika na tronie biskupim, wspierał czeskich katolików w Trutnovie, w celu budowy dla nich własnej świątyni w mieście. Wobec sprzeciwu większości ludności niemieckiej, nie udało mu się zrealizować tego zamiaru. Konflikt został ostatecznie rozwiązany w ten sposób, że katolicy czeskiego pochodzenia urządzili własną salę do nabożeństw w prywatnym domu.
Stanowczo sprzeciwiał się forsowanemu przez niemieckie duchowieństwo na początku XX wieku planowi utworzenia nowych biskupstw ze stolicami w Chebie i Kutnej Horze w ramach metropolii praskiej, kosztem straty części terytorium przez diecezję hradecką.
Do jego ważniejszych prac należą:
- Rette deine Seele. Zwei Zyklen Fastenpredigten, Regensburg 1885.
- Katechetische Predigten, Regensburg 1886, 1887, 1888.
- Katechetische Predigten, Regensburg 1913.

Eduard Jan Brynych zmarł w wieku 56 lat w 1902 roku.